# 張衍瑞
張衍瑞（1476年—1523年），字元承，河南衛輝府汲縣人，民籍，明朝政治人物、同進士出身。

## 生平
弘治十一年（1498年）戊午科河南鄉試第六十二名。弘治十八年（1505年）乙丑科會試第一百二十五名，登進士第三甲第一百二十九名，授清豐縣知縣，因執法忤逆劉瑾，被逮捕入獄，幾乎去世。劉瑾被誅后，釋放，擢升吏部主事，官至吏部文選司郎中。正德十四年（1519年）三月明武宗南巡之爭中，因上疏進諫勸阻，而被施杖刑、貶平陽府同知。
嘉靖初年，召還，升任太常寺少卿。嘉靖二年（1523年）卒，贈太僕卿。

## 家族
曾祖父張鐸；祖父張傑，曾任監察御史；父親張繼，曾任大理寺左評事。母段氏（封孺人）。重庆下。弟衍庆，贡士；衍祚。